# Basingas
Basingas var en angelsaksisk stamme, hvis territorium i Loddon Valley der dannede en regio eller en administrativ underinddeling af kongeriget Wessex. Deres leder, Basa, gav navn til stammen der har givet navn til Old Basing and Basingstoke, der begge ligger i Hampshire. 
Old Basing blev bosat første gang omkring år 700 af en oldengelsk stamme kaldet Basingas, som lagde navn til stedet. Slaget ved Basing, der blev udkæmpet her 22. januar 871, hvor den danske vikingehær besejrede Æthelred af Wessex, hvilket beskrives i Angelsaksiske Krønike, hvor deres område kaldes Basengum.  Det nævnes også i Domesday Book fra 1086.